# Madison De La Garza
Madison Lee De La Garza, mais conhecida apenas como Madie De La Garza (Dallas, 28 de Dezembro de 2001), é uma atriz e ginasta estadunidense. Meia-irmã maternal das cantoras e atrizes Demi Lovato e Dallas Lovato é mais conhecida por seu papel como Juanita Solis, filha de Gabriella Solis, em Desperate Housewives. Pôde ser vista também em Jonas Brothers: Living the Dream no episódio "Rock Star in Training" (que foi ao ar originalmente em 15 de Agosto de 2008).
Madison nasceu em Dallas, Texas, filha de Eddie De La Garza e Dianna Hart.
Maddie faz ponta no filme Programa de Proteção para Princesas, estrelado por sua meia-irmã mais velha, Demi Lovato e sua  amiga Selena Gomez. Ela também participou de um episódio de Sunny Entre Estrelas interpretando a personagem Sunny com oito anos. Atualmente ela faz a divulgação de sua nova série, intitulada de Bad Teacher ("Má Professora" em tradução livre).

## Filmografia

### Televisão
| Ano  | Título                           | Papel               | Nota                      |
| ---- | -------------------------------- | ------------------- | ------------------------- |
| 2008 | Jonas Brothers: Living the Dream | Ela mesma           | Episódio 1                |
| 2008 | Desperate Housewives             | Juanita Solis       | 5ª-8ª Temporadas          |
| 2009 | Sunny Entre Estrelas             | Sunny com oito anos | 1ª Temporada, Episódio 20 |
| 2014 | Boa Sorte, Charlie               | Zoe                 | 4ª Temporada, Episódio 7  |
| 2014 | Bad Teacher                      | Kelsey              | Coadjuvante               |

### Filmes
| Ano  | Título                              | Papel     | Nota          |
| ---- | ----------------------------------- | --------- | ------------- |
| 2009 | Programa de Proteção para Princesas | Figurante | Não-creditada |
| 2015 | Cannonball                          | Dakota    | Protagonista  |
| 2016 | Spring Breakers: The Second Coming  | Carlota   | Figurante     |